# Hilisebua Siwalubanua
Hilisebua Siwalubanua is een bestuurslaag in het regentschap Nias Utara van de provincie Noord-Sumatra, Indonesië. Hilisebua Siwalubanua telt 844 inwoners (volkstelling 2010).